# Jorrit Croon
Jorrit Croon (Leiderdorp, 9 de agosto de 1998) é um jogador de hóquei sobre a grama neerlandês.

## Carreira
Croon começou a jogar hóquei no LSC Alecto. Desde 2014 ele joga pelo primeiro time do HGC, ele fez sua estreia aos 16 anos. Em 2016, Croon e sua equipe terminaram em terceiro na Hoofdklasse, mas foram eliminados nos playoffs para ganhar o campeonato nacional. Após 3 temporadas com o HGC, ele se transferiu no verão de 2018 para o Bloemendaal. Em sua primeira temporada com o Bloemendaal, ele ganhou seu primeiro título nacional holandês ao derrotar o Kampong na final do campeonato.
Após suas grandes atuações na Hoofdklasse, Croon foi convocado para a seleção nacional para jogar nas Olimpíadas de Verão de 2016. No Campeonato EuroHockey de 2017, onde a Holanda conquistou a medalha de ouro, Croon ganhou o prêmio de Jogador Sub-21 do Torneio. Ele inicialmente não foi selecionado para a Copa do Mundo de 2018, mas substituiu o lesionado Floris Wortelboer antes do início do torneio. Ele teve que perder o Campeonato EuroHockey de 2019 devido a uma lesão no ombro sofrida durante as semifinais da FIH Pro League de 2019.
Nos Jogos Olímpicos de Verão de 2024, em Paris, conquistou a medalha de ouro no torneio masculino do hóquei sobre a grama, após vencer na final confronto contra a equipe alemã por pênaltis.